# František Klouček
František Klouček (ur. 22 listopada 1960) – czeski kolarz przełajowy, szosowy i torowy reprezentujący też Czechosłowację, srebrny medalista mistrzostw świata.

## Kariera
Największy sukces w karierze František Klouček osiągnął w 1987 roku, kiedy zdobył srebrny medal w kategorii amatorów podczas przełajowych mistrzostw świata w Mladej Boleslav. Wyprzedził go tam jedynie Mike Kluge z NRD, a trzecie miejsce zajął kolejny reprezentant Czechosłowacji, Roman Kreuziger. Był to jednak jedyny medal wywalczony przez niego na międzynarodowej imprezie tej rangi. Był też między innymi ósmy na mistrzostwach świata w Birmingham w 1983 roku. Kilkakrotnie zdobywał medale mistrzostw kraju, w tym trzy złote. Startował także na szosie, ale bez większych sukcesów. W 1984 roku wziął udział w zawodach Przyjaźń-84, gdzie wraz z kolegami z reprezentacji był trzeci w drużynowym wyścigu na dochodzenie. Nigdy nie wystąpił na igrzyskach olimpijskich. W 1990 roku zakończył karierę.
Jego starszy brat, Petr oraz syn, František Junior również byli kolarzami.